# Tasejeva
Tasejeva (rusky Тасеева) je řeka v Krasnojarském kraji v Rusku. Je dlouhá 116 km. Povodí řeky má rozlohu 128 000 km².

## Průběh toku
Vzniká soutokem řek Birjusa a Čuna. Ústí zleva do Angary (povodí Jeniseje).

### Přítoky
- zleva – Usolka

## Vodní režim
Zdrojem vody jsou především dešťové srážky a velké zastoupení mají rovněž sněhové srážky. Průměrný roční průtok vody činí 740 m³/s. Zamrzá v říjnu až v listopadu a rozmrzá na konci dubna až v první polovině května. Nejvyšších vodních stavů dosahuje od května do září, přičemž maximum nastává v květnu.

## Využití
Řeka je splavná pro vodáky a je na ní také možná vodní doprava.